# ارزش‌های خانواده آدامز
ارزش‌های خانواده آدام (انگلیسی: Addams Family Values) فیلمی در ژانر ترسناک و کمدی به کارگردانی بری ساننفلد است که در سال ۱۹۹۳ منتشر شد.

## خلاصه فیلم
داستان در مورد خانواده‌ای است که تلاش می‌کنند عموی دوست‌داشتنی خود را از چنگال عشق جدید و خطرناکش نجات دهند...